# Fabrício Júnior
Fabrício Júnior (Naviraí, 17 de janeiro de 1998) é um atleta paralímpico brasileiro da classe T12, para atletas com baixa visão. Representou o Brasil nos Jogos Parapan-Americanos de 2019 em Lima, conquistando uma medalha de ouro e uma de bronze.